# لاسريس
لاسريس (بالفرنسية: Lacres)‏ هي بلدية تقع في إقليم باد كاليه من منطقة نور با دو كاليه في شمال فرنسا. تبلغ مساحة هذه المدينة 8.23 (كم²)، وترتفع عن سطح البحر 100 م، يبلغ عدد سكانها 213 نسمة حسب إحصاء المعهد الوطني للإحصاء والدراسات الاقتصادية سنة 2009 م. وترأس Henri Malliard البلدية خلال فترة (2008-2014).